# Dewar Cup 1976
Il Dewar Cup 1976 è stato un torneo di tennis giocato sul sintetico indoor. È stata la 9ª edizione del Dewar Cup, che fa parte del Commercial Union Assurance Grand Prix 1976. Si è giocato a Londra in Gran Bretagna, dall'1 al 7 novembre 1976.

## Campioni

### Singolare
Raúl Ramírez ha battuto in finale  Manuel Orantes con il punteggio di 6–3 6–4

### Doppio
David Lloyd /  John Lloyd hanno battuto in finale  John Feaver /  John James con il punteggio di 6–4, 3–6, 6–2